# Parmezán

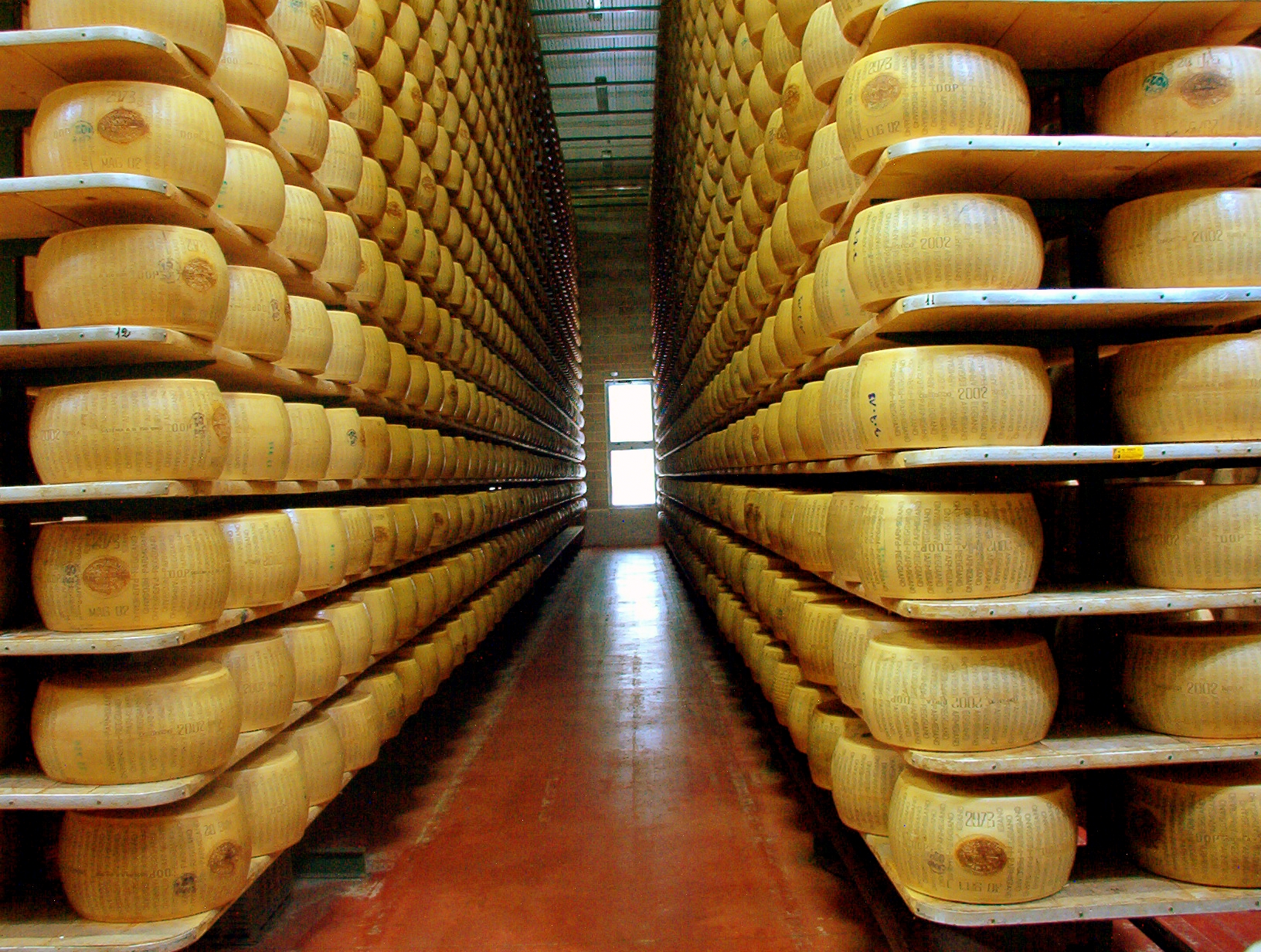
Parmezánkorongok a raktárban

A parmezán (olaszul parmigiano); egy olasz keménysajt Emilia-Romagna régióból. Részben lefölözött tehéntejből készül, zsírtartalma (szárazanyagban) 32%-os. Természetes kérgét lekefélik és beolajozzák. Szokásos formája 35-45 cm átmérőjű, 18-25 cm vastag, 24-40 kg tömegű korong.
Az egyik legrégebbi európai sajt. Történelmi dokumentumok bizonyítják, hogy a 13-14. században már a maihoz hasonló formában létezett. Boccaccio is említi a Dekameronban. Korlátlan ideig eltartható, egyre keményebbé válik. Két-három évig érlelik. Eredetileg tulajdonképpen a gyengébb példányokat reszelték le. Ma főleg reszelve használják különböző tésztákhoz, levesekhez az olasz konyhaművészetben.

## A név eredete
Az olasz parmigiano magyarul  pármait jelent.

## A Parmigiano Reggiano
A Parmigiano Reggiano védett európai eredetmegjelölés (OEM). A sajtok csak Olaszországból származhatnak. Dossziészám: IT/PDO/0117/0016.	
Bejegyezve: 1996. június 21. 